# 特许金融分析师
特許金融分析師（英語：Chartered Financial Analyst，又譯為特許財務分析師、特許財經分析師、註冊金融分析師等），簡稱CFA，是一項金融投資專業資格。CFA為美國非營利機構CFA協會認證的專業資格，但並非法定資格，因此並不像律師、會計師、证券经纪人或醫師等有法定職業門檻的限制。
CFA的考試內容涵蓋了廣泛的金融學領域知識，並且每年更新，以便涵蓋最新的金融市場知識以及研究成果。

## CFA協會

CFA協會

CFA特許狀是由CFA協會（CFA Institute）所授與，該組織為一國際非營利組織，總部位於美國維吉尼亞州夏律第鎮，各地方辦公室位於紐約、倫敦、香港及布魯塞爾。

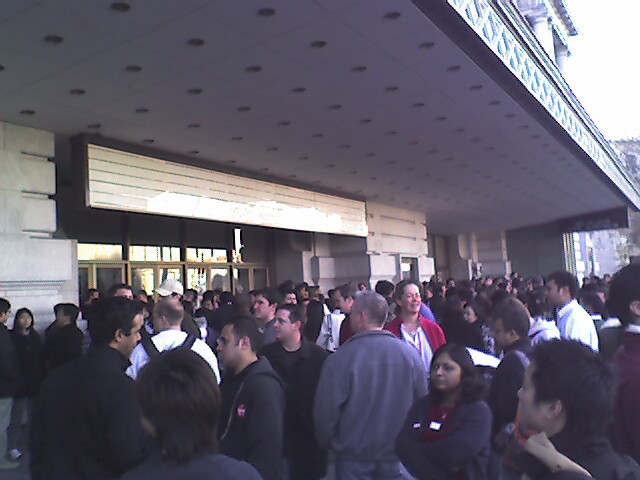
2006年12月2日，在美国旧金山考点的考生们在等待开门参加考试。

CFA協會成立於1947年，在159多個國家和地區擁有約142,000名會員(其中包括遍布於全球125,000多名CFA資格認證持有人)，並在57個國家及地區擁有145個會員協會。

## CFA特許狀
- 在報考CFA考試的要求方面，考生至少需要擁有一個大學學士學位，才可報考CFA考試。即使考生在大學所修讀的是與CFA考試內容相關的學系、學位、資歷或專業經驗，考取CFA特許狀都不會獲得任何豁免。[4]

## 考試相關
內容
1. 《道德操守》與《專業行為準則》（Code of Ethics and Standards of Professional Conduct）
2. 量化方法 (Quantitative Methods)
3. 經濟學 (Economics)
4. 財務報表與分析 (Financial Reporting and Analysis)
5. 公司財務管理 (Corporate Finance)
6. 股票投資學 (Equity Investments)
7. 固定收益 (Fixed Income)
8. 金融衍生產品 (Derivatives)
9. 另類投資 (Alternative Investments)
10. 投資組合管理與財富管理 (Portfolio Management and Wealth Planning)

關於CFA考試特點，它主要是分為三級，每個考生每年只可報考一個階段的考試，通過了才可報考下一階段。平均來說，CFA考生需要4年的時間才可通過該三級考試。一級考試每年進行兩次，二級和三級考試每年進行一次。自1963年首次舉行CFA考試以來，CFA考試範圍也隨著行業的革新和全球化不斷更新。證券分析與道德標準一直以來都是很重要，而固定收益分析、另類投資和衍生投資產品及投資組合管理等課題也被融合到CFA課程及考試當中。CFA考試主要量度考生應用投資原則的能力及專業操守。第一階段的課程及考試針對投資評價及管理的不同投資工具及概念；第二階段著重資產評價，第三階段則深入探討投資組合管理。而且，全球的CFA課程與考試都是一樣的，考試均是使用英文，為的是使所有CFA特許狀持有人對於投資管理與專業操守有共同的知識基礎。
CFA協會建議考生應至少學習750個小時以學習主要課程知識。考生平均需要約4年的時間來完成課程並獲得CFA特許狀。除通過這些考試外，考生還必須擁有至少四年的投資行業工作經驗，且當中必須包括50%的投資決策經驗，也必須承諾遵守CFA協會的《道德操守》（Code of Ethics）和《專業行為準則》（Standards of Professional Conduct），在獲得CFA特許狀後，他們每年都必須重申這一承諾。

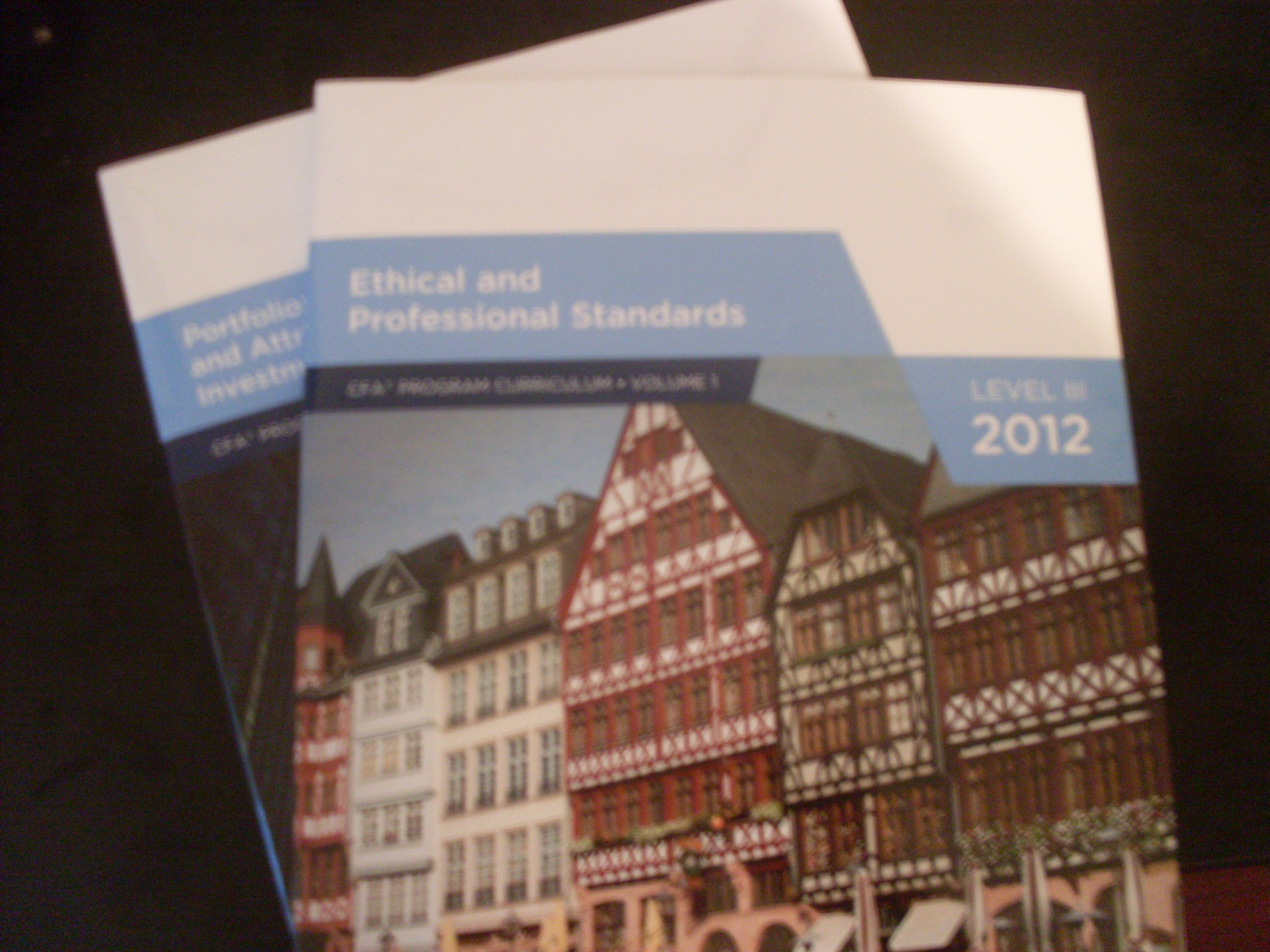
2012年CFA第三级课程纲要

## CFA發展情況
CFA協會（CFA Institute）前身是AIMR（Association for Investment Management and Research），於2004年5月9日正式易名。AIMR于1990年成立，是由於1947年成立的金融分析師聯盟（Financial Analysts Federation）與于1962年成立的特許金融分析師學院（Institute of Chartered Financial Analysts）合併而成。
第一次CFA考試於公元1963年6月15日在美國及加拿大的多個城市舉行，當時參加考生達284人，268人成功取得CFA特許狀。可是，之後CFA協會採用類似英國會計師公會之一 - 特许公认会计师公会在全球各地推行特許公認會計師（ACCA）專業資格考試的發展策略，2006年12月和2007年6月CFA考試報名人數達14萬人，創下了新的記錄，而美國、香港和英國等傳統市場的考試人數持續大幅增長。
目前，CFA考試的主辦單位是位於美國維吉尼亞州的CFA協會。考生從1963到1990年代前大部份都在北美地區，以1985年為例，當時4,285位考生中，僅70人為北美以外的考生。但進入1990年代後，CFA考生人數以20.1%不斷快速地成長，成長的動力主要來自北美以外地區，尤其是亞洲，CFA協會並在1997年於香港設立其亞太區辦事處推廣CFA課程。
在美國，紐約在1937年成立的紐約證券分析師學會（NYSSA），後成為CFA協會旗下的一個分會。在英國，設立於1955年的投資管理研究學院（IIMR），於2000年，納入到CFA協會旗下。
CFA協會從課程內容的制訂、出題、考試到批改考卷等整個作業流程均以嚴謹及專業的方式管理，而且參與相關委員會及工作的都是持有CFA特許狀並實際從事投資及金融業的專業人士。從1990年開始，CFA協會先後於1995年及2000年進行了兩次的金融業的職業分析，找出在金融業中不同專業工作所需的專業知識，並由考生課程委員會制訂「考生知識體系」（Candidate Body of Knowledge，簡稱CBOK），CFA課程就是依據CBOK而編訂。考試委員會再根據CFA課程來出題。
应COVID-19的影响，CFA考试从2021年开始转为上机在线测试，考试组织工作外包给专业公司Prometric。这样，2020年12月的CFA 2/3级考试成为史上最后的传统纸笔CFA测试。
| 历届考试通过率     | 第一级  | 第二级 | 第三级 |
| ------------------ | ------- | ------ | ------ |
| 2017年             | 43%     | 47%    | 54%    |
| 2016年             | 43%     | 46%    | 54%    |
| 2015年             | 42%/43% | 46%    | 53%    |
| 2014年             | 44%     | 46%    | 54%    |
| 2013年             | 38%/43% | 43%    | 49%    |
| 2012年             | 38%/37% | 42%    | 52%    |
| 2011年             | 39%/38% | 43%    | 51%    |
| 2010年             | 42%/36% | 39%    | 46%    |
| 2009年             | 46%/34% | 41%    | 49%    |
| 2008年             | 35%     | 46%    | 53%    |
| 2007年             | 39%     | 40%    | 50%    |
| 2006年             | 40%     | 48%    | 76%    |
| 2005年             | 35%     | 56%    | 55%    |
| 2004年             | 35%     | 32%    | 64%    |
| 2003年             | 41%     | 47%    | 68%    |
| 2002年             | 44%     | 47%    | 58%    |
| 通过率加权平均值 % | 39.7%   | 44%    | 57.7%  |

## 監管機構及其他專業認可情況
- 美國證監會（SEC）認可CFA特許資格是等同美國證券從業員系列七（Series 7）法定資格。
- 美國紐約證券交易所（NYSE）給予CFA特許資格持有人只需加考證券分析師考試（The Supervisory Analyst Examination）中的證券規則部份，那便可以得到美國證券分析師（Supervisory Analyst）專業資格。（詳情）
- 美國會計師協會（AICPA）給予CFA特許資格持有人只需加考由她們所舉辦的商業價值評估資格（Accredited in Business Valuation）半天考試，這樣便可以得到美國會計師協會（AICPA）的商業價值評估專業資格（ABV）。（詳情）
- 英國證券及投資公會（SII）給予CFA特許資格持有人可以直接得到英國證券及投資公會（SII）的會員資格（MSI）或符合相關經驗要求便可以成為資深會員（FSI）。（詳情 （页面存档备份，存于））
- 中國國務院旗下的發展研究中心金融研究所以CFA考試內容為骨幹推出「中國註冊金融分析師（CRFA）培養計劃」，目的是培訓熟悉中國金融政策和法制的金融分析師專業人士。
- 中華民國金管會核定「辦理證券投資信託事業證券投資顧問事業業務人員資格測驗及認可辦法」，依此法給予CFA特許資格持有人以具二年以上實際經驗，並通過證券投資信託及顧問事業業務員之法規及共同科目金融市場常識與職業道德之測驗合格，經過投信投顧公會資格審查後，得到台灣法定的證券投資分析人員（Certified Securities Investment Analyst，一般俗稱的證券分析師）專業資格。（詳情 （页面存档备份，存于））
- 香港證券及期貨條例認可CFA特許資格持有人等同香港法定的負責主任（Responsible Officers）資格，可就資產管理、證券及機構融資提供意見。（詳情）
- 香港商業價值評估公會（Hong Kong Business Valuation Forum）給予CFA特許資格持有人只需符合商業價值評估相關經驗要求，這樣便可以成為香港法定的註冊商業估值師（Registered Business Valuer），可就公司或特定商業業務提供估值定價。（詳情）
- 香港證券專業學會（HKSI）給予CFA特許資格持有人可以直接得到香港證券專業學會（HKSI）的會員資格（MHKSI）。（詳情）

## CFA持證人的職業發展
根據efinancialcareers於2014進行的統計，僱用CFA持證人最多的僱主為瑞銀集團、摩根大通、花旗集團、摩根士丹利、貝萊德、香港上海滙豐銀行、瑞士信貸集團、美銀美林集團、香港渣打银行等。
在中國大陸擁有最多CFA特許資格認證持有人的雇主包括普華永道、中國銀行、中國工商銀行、中國國際金融有限公司、香港上海滙豐銀行、中國中信集團、法國巴黎銀行、瑞銀集團、德勤、安永會計師事務所、中國平安保險、招商局集團、國泰君安證券股份有限公司等。

## 評價
- 英國金融時報撰稿人顾及認為，CFA是专业证书，主要学习投资组合管理和资产估价等投资管理的能力，對於资产管理公司而言更為有用。但由於投資銀行並不属于金融分析师范围，所以他撰文說:「如果你考CFA仅仅是为了进入投行，那就是白花力气了。」顾及表示，对于投資銀行来说，MBA（工商管理硕士）比CFA更為有用。不過，如果是在投資銀行里的研究部门或在资产管理行业，那么金融分析师就是一个很有价值的文凭。[8]
- 經濟學人和金融時報曾稱CFA資格為「黃金認證」。[9][10][11][12]

## 外部連結
- CFA 協會 （页面存档备份，存于）（英語）